# 黃星斑鳳蝶
黃星斑鳳蝶（学名：Papilio epycides），又名小黑斑鳳蝶、黃星鳳蝶、小褐斑鳳蝶、星斑鳳蝶，为鳳蝶科斑鳳蝶屬下的一个种。本種或置於鳳蝶屬（Papilio ）之下。

## 描述
本種為中小型鳳蝶，體色黑褐，胸部具白斑，腹部背面有兩列縱向白點，腹面有三列白點。前翅細長，後翅較圓。翅背面底色暗褐，內側有黃白或淺藍白條紋，外側有同色點列，後翅臀角帶有橙黃色斑。翅腹面底色較淡，前翅頂端常見灰白色紋。

## 分布
本種分布於中國華南、華東、華西、喜馬拉雅、中南半島北部。台灣本島於中、低海拔地區有分布，是台灣產鳳蝶體型最小的。

## 生態習性
本種幼蟲可以多種樟科植物為食，一年一世代，成蟲於春季出現，以蛹態越冬。飛行較慢，喜探訪尋花，雄蝶也常到溼地吸水，並會在樹枝頂端守護領域。

## 資料來源
1. 1 2  徐堉峰. . 台中市: 晨星出版社. 2013. ISBN 978-986-177-669-9.
2. 1 2  徐堉峰, 黃嘉龍, 梁家源. . 農業部林業及自然保育署. ISBN 9789860551570.
3. ↑  http://gaga.biodiv.tw/new23/9402/75.htm （页面存档备份，存于） 嘎嘎昆蟲網--黃星鳳蝶

## 外部連結
- 维基共享资源上的相關多媒體資源：黃星斑鳳蝶